# Joaquín Beristáin
Joaquín Beristáin (Ciudad de México, 20 de agosto de 1817 - 3 de octubre de 1839) fue un director de orquesta, compositor y violonchelista mexicano. 

## Semblanza biográfica
En 1834 formó parte, como violonchelista, de la orquesta de la Colegiata de Guadalupe, y llegó a ser nombrado director de la ópera a los 17 años de edad. En 1838 fundó con Agustín Caballero la Academia de Música, institución precursora del Conservatorio Nacional de Música de México. Hizo una instrumentación a la ópera La sonnambula, de V. Bellini. Compuso la obertura La Primavera y su célebre Misa. La mayor parte de sus obras las compuso entre 1837 y 1839, murió a la edad de 22 años. Fue padre del también músico Lauro Beristáin.